# Лелинці
Лели́нці (болг. Лелинци) — село в Кюстендильській області Болгарії. Входить до складу общини Кюстендил.

## Населення
За даними перепису населення 2011 року у селі проживали 34 особи, з них 32 особи (94,1%) — болгари.
Розподіл населення за віком у 2011 році:
Динаміка населення: